# Denílson Custódio Machado
Denílson Custódio Machado, detto Denílson (Campos dos Goytacazes, 28 marzo 1943 – Rio de Janeiro, 1º ottobre 2024), è stato un calciatore brasiliano, di ruolo centrocampista.

## Caratteristiche tecniche
Giocava come centrocampista; era un trequartista abile tecnicamente.

## Carriera

### Club
Cresciuto nella società del Madureira, dove militò dal 1961 al 1963, fu acquistato dal Fluminense di Rio de Janeiro, dove, alla prima stagione, segnò due reti e vinse il titolo statale. Nel 1969 ripeté l'impresa, così come nel 1971, in concomitanza con l'inizio del primo campionato nazionale. La carriera di Denílson fu dunque legata, per la maggior parte del suo svolgimento, al Fluminense, e, oltre ai sette titoli totali tra campionati Carioca e Taça Guanabara, le presenze superano cifra 400. Nelson Rodrigues, scrittore e tifoso del Flu, soprannominò il calciatore Rei Zulu (Re Zulù). Una volta lasciata Rio, il centrocampista si trasferì nello Stato di Amazonas dove, con il Rio Negro, disputò altre due edizioni del campionato brasiliano (1973 e 1974). Nel 1975 chiuse la carriera con il Vitória.

### Nazionale
Fu chiamato per la prima volta in Nazionale nel 1966 da Vicente Feola, che creò una lista di quarantasette possibili convocati per Inghilterra 1966, da selezionare tramite una serie di amichevoli. Denílson debuttò dunque il 14 maggio contro il Galles, disputando le seguenti tre amichevoli contro Cile, Polonia e Perù. Feola decise di includerlo tra i ventidue per l'Inghilterra, e il giocatore fece il suo esordio al Mondiale il 12 luglio contro la Bulgaria a Goodison Park, partendo dal primo minuto. Il 19 luglio vide la sua ultima partita nella manifestazione, sempre a Liverpool contro il Portogallo. Il 17 luglio 1968 Denílson giocò la sua ultima partita internazionale contro il Perù a Lima.

## Palmarès

### Club

#### Competizioni nazionali
- Campionato Carioca: 4

Fluminense: 1964, 1969, 1971, 1973
- Taça Guanabara: 3

Fluminense: 1966, 1969, 1971